# الإبادة الجماعية في التاريخ (قبل الحرب العالمية الأولى)
الإبادة الجماعية هي التدمير المتعمد والمنهجي، كليًا أو جزئيًا، لجماعة إثنية أو عِرقية أو دينية أو قومية. صاغ هذا المصطلح رافائيل ليمكين في عام 1944. وهي تُعرّف في المادة 2 ضمن اتفاقية الإبادة الجماعية والمعاقبة عليها (سي بي بي سي جي) لعام 1948 بأنها «أي من الأفعال التالية التي تُرتكب بقصد التدمير الكلي أو الجزئي لجماعة قومية أو إثنية أو عِرقية أو دينية، مثل: قتل أفراد من الجماعة؛ وإلحاق ضرر جسدي أو عقلي خطير بأفراد الجماعة؛ وتعمد إلحاق الضرر بأحوال حياة الجماعة بقصد تدميرها المادي كليًا أو جزئيًا؛ وفرض تدابير تهدف إلى منع الولادات داخل المجموعة؛ ونقل أطفال المجموعة إلى مجموعة أخرى بشكل قسري».
تنص اتفاقية (سي بي بي سي جي) على أن «الإبادة الجماعية تُعتبر جريمة بموجب القانون الدولي، وهي تتعارض مع أفكار الأمم المتحدة وأهدافها ويدينها العالم المتحضر»، وتنص أيضًا على أن «الإبادة الجماعية قد ألحقت خسائر فادحة بالبشرية خلال جميع فترات التاريخ».

## التعاريف البديلة
يستمر النقاش حول شرعية الإبادة الجماعية قانونيًا. يُشير أحد التعريفات بأن الإبادة الجماعية تتمثل بأي تعارض حددته المحكمة الجنائية الدولية على هذا النحو. يجادل محمد حسن كاكار بأن التعريف يجب أن يشمل الجماعات السياسية أو أي جماعة يحددها الجاني. وهو يفضل التعريف الذي صاغه فرانك تشالك وكورت جوناسون، الذي يشير إلى الإبادة الجماعية بأنها «شكل من أشكال القتل الجماعي من جانب واحد إذ تعتزم دولة أو سلطة أخرى على تدمير مجموعة يحددها الجاني».
في الأدب، شدد بعض الباحثين على الدور الذي لعبه الاتحاد السوفييتي في استبعاد الجماعات السياسية من التعريف الدولي للإبادة الجماعية الوارد في اتفاقية الإبادة الجماعية لعام 1948، وعلى وجه الخصوص كتبوا أن جوزيف ستالين قد كان يخشى تزايد التدقيق الدولي لعمليات القتل السياسية التي وقعت في البلاد مثل التطهير الكبير؛ لكن هذا الادعاء بقي دون أدلة. تشاركت العديد من الدول الأخرى النظرة السوفيتية للمفهوم ودعمتها، بل كانوا أيضًا متوافقين مع التعريف الأصلي لرافائيل ليمكين، الذي روّج له في الأصل في المؤتمر اليهودي العالمي.

### قبل عام 1490
وفقًا للباحث الكندي آدم جونز، في حال كان لدى مجموعة مهيمنة من الناس مجموعة ضئيلة من القواسم المشتركة مع مجموعة أخرى مهمشة، فمن السهل على الأولى تصنيف أفراد المجموعة الثانية على أنهم بشر ثانويين. ونتيجةً لذلك، يمكن وصف المجموعة المهمشة بأنها تهديد يجب القضاء عليه. يتابع جونز: «تكمن الصعوبة، مثلما أشار فرانك تشالك وكورت جوناسون في دراستهما المبكرة، في أن مثل هذه السجلات التاريخية الموجودة تُعتبر مبهمة ولا يمكن الاعتماد عليها. في حين أن التاريخ اليوم مكتوب بطريقة مراعية للحقائق «الموضوعية»، لذا فإن معظم الروايات السابقة كانت تهدف إلى مدح راعي الكاتب (عادةً القائد) والتأكيد على تفوق الآلهة والمعتقدات الدينية الخاصة به».
كتب تشالك وجوناسون: «من الناحية التاريخية والأنثروبولوجية، كانت الشعوب دائمًا تضع اسمًا لها. في العديد من الحالات، كان هذا الاسم يعني «الشعب» لوضع أصحاب هذا الاسم في مواجهة الآخرين الذين تم اعتبارهم أقل مرتبة بطريقة ما. في حال تزايدت الاختلافات بين الناس وبعض المجتمعات الأخرى تحديدًا من حيث الدين واللغة والأخلاق والعادات وما إلى ذلك، فإن هؤلاء يُنظر إليهم على أنهم بشر ثانويين: وثنيين أو متوحشين أو حتى حيوانات».

### الإبادة في التاريخ القديم
يميز علماء التاريخ القديم مفهوم الإبادة الجماعية عن القتل المنظم، حيث يتم غزو مجموعات من الناس وقتل الذكور منها في حين يتم ضم الأطفال (وخاصة الفتيات) والنساء إلى الجماعات الغازية. يلاحظ جونز بأن «تشالك وجوناسون قدما مجموعة واسعة من الأحداث التاريخية المشابهة مثل نهب جذور وفروع الإمبراطورية الآشورية في النصف الأول من الألفية الأولى قبل الميلاد وتدمير جزيرة ميلوس على يد أثينا خلال الحرب البيلوبونيسية (431-404 قبل الميلاد)، وهو ثوران على أساس الجنس وصفه المؤرخ ثوقيديدس في «كتابه حوار ميليان».
وصفت أيضًا المذابح المسجلة في النصوص المقدسة مثل الكتاب العبري بأنها إبادة جماعية مثل تدمير المديانيين على يد الإسرائيليين الذي وصف في الأقسام 31:7-18، وهو حدث وقع في الألفية الثانية قبل الميلاد. يشير جونز إلى أن هذه المذبحة هي مثال على التدمير أو الاندماج الجزئي لعِرق العدو.

## الإبادات الجماعية قبل الحرب العالمية الأولى
جاء تحليل الإبادة الجماعية قبل الحرب العالمية الأولى نتيجة دراسات حديثة تطبق الموضوعية والحقائق، في حين أن الروايات السابقة عن جرائم الإبادة الجماعية تهدف في الأغلب إلى التأكيد على أفضلية الراوي. وفقًا لفرانك تشوك، وهيلين فين وكورت جوناسون، إذا لم تكن هناك قواسم مشتركة تذكر بين مجموعة مهيمنة من الأشخاص مع مجموعة مهمشة، فمن السهل على المجموعة المهيمنة أن تعرف المجموعة المهمشة على أنها جماعة دون بشرية (ثانوية)؛ ويمكن أن تصنف تلك المجموعة دون البشرية بأنها تشكل تهديد يجب القضاء عليه.
رغم أن رافاييل ليمكين صاغ مفهوم الإبادة الجماعية في منتصف القرن العشرين، فإن توسع القوى الاستعمارية الأوروبية المختلف كالإمبراطوريتين البريطانية والإسبانية، وما أعقبه من تأسيس مستعمرات على أراضي السكان الأصليين، غالبًا ما تضمن أعمال عنف بهدف الإبادة ضد مجموعات السكان الأصليين في الأمريكيتين، وأستراليا، وأفريقيا وآسيا. وفقًا لليمكين، فإن الاستعمار كان في حد ذاته «إبادة جماعية متأصلة»، وقد اعتبر هذه الإبادة الجماعية عملية من مرحلتين، الأولى تدمير أسلوب حياة السكان الأصليين. في المرحلة الثانية، يفرض الوافدون الجدد أسلوب حياتهم على مجموعة السكان الأصليين. وفقًا لديفيد ميبوري- لويس، يتم سن أشكال الإبادة الاستعمارية والاستبدادية بطريقتين رئيسيتين، إما من خلال التطهير المتعمد لأراضي سكانها الأصليين بغرض جعلها قابلة للاستغلال لأهداف استخراج الموارد أو إنشاء المستوطنات الاستعمارية، أو من خلال تجنيد السكان الأصليين كقوى عاملة في المشاريع الاستعمارية أو الاستبدادية لاستخراج الموارد. غالبًا ما يكون تصنيف أحداث معينة على أنها إبادة جماعية أمرًا مثيرًا للجدل.

## الإبادات الجماعية من الحرب العالمية الأولى حتى الحرب العالمية الثانية
في عام 1915، بعد عام من اندلاع الحرب العالمية الأولى، تم طرح مفهوم جرائم ضد الإنسانية في علوم العلاقات الدولية للمرة الأولى، عندما أرسل حلفاء الحرب العالمية الأولى رسالة إلى حكومة الإمبراطورية العثمانية، وهي عضو في قوى المركز، بغرض الاحتجاج ضد المذابح التي كانت تحصل داخل الإمبراطورية، من بينها الإبادة الجماعية للأرمن، والإبادة الجماعية للآشوريين، والإبادة الجماعية لليونانيين والمجاعة جبل لبنان الكبرى. تعد الهولوكوست، الإبادة الجماعية النازية لستة ملايين يهودي أوروبي خلال الحرب العالمية الثانية، أكثر الإبادات الجماعية التي تتم دراستها وهي أيضًا نموذج من نماذج الإبادة الجماعية؛ أحد أكثر الأسئلة الجدلية المتعلقة بالإبادة الجماعية بين الباحثين المقارنين هو مسألة تفرد الهولوكوست، الذي تسبب في نزاع هيستوريك إرستريت في ألمانيا الغربية خلال ثمانينيات القرن العشرين، وفيما إذا كان هناك إبادات جماعية مشابهة لها تاريخيًا، والتي يعتقد النقاد أنه تساؤل يقلل من أهميتها.
بدأت دراسات الإبادة الجماعية كتخصص أكاديمي إلى جانب دراسات الهولوكوست، حيث ربط باحثو الإبادة الجماعية بالهولوكوست واعتقدوا أن تعريف رافائيل ليمكين للإبادة الجماعية كان فضفاضًا للغاية. في عام 1985، أشار تقرير وايتيكر الصادر عن الأمم المتحدة إلى المذبحة التي راح ضحيتها من 100 ألف إلى 250 ألف يهودي في أكثر من 2000 مجزرة منظمة (بوغروم) وقعت كجزء من الإرهاب الأبيض خلال الحرب الأهلية الروسية كعمل من أعمال الإبادة الجماعية؛ اقترح التقرير أيضًا أنه ينبغي النظر في الإبادة البيئية، والإبادة العرقية والإبادة الجماعية الثقافية.

## الإبادات الجماعية بين عامي 1946 و1999
اعتمدت الجمعية العامة للأمم المتحدة اتفاقية الإبادة الجماعية بتاريخ 9 ديسمبر عام 1948 ودخلت حيز التنفيذ في 12 يناير عام 1951. بعد أن أصبحت الدول العشرين الأساسية أطرافًا في الاتفاقية، دخلت حيز التنفيذ كقانون دولي بتاريخ 12 يناير عام 1951؛ مع ذلك، اثنان فقط من الأعضاء الخمسة الدائمين في مجلس أمن الأمم المتحدة كانوا أطرافًا في المعاهدة، مما تسبب في إضعاف الاتفاقية لأكثر من أربعة عقود. خلال حقبة الحرب الباردة، ارتكبت الفظائع الجماعية من قبل كل من النظامين الشيوعي والرأسمالي/المناهض للشيوعية، ومن بينها قتل الجماعي في إندونيسيا بين عامي 1965-1966، والإبادة الجماعية في بنغلاديش عام 1971، والإبادة الجماعية في كمبوديا والإبادة الجماعية في تيمور الشرقية.
منحت الإبادة الجماعية في راوند حافزًا إضافيًا لدراسة الإبادة الجماعية في التسعينيات.